# Панамский метрополитен
Панамский метрополитен (исп. Metro de Panamá) — система линий метрополитена города Панама.

## История
Строительство начато в декабре 2010 года. Открытие было намечено на март 2014 года, но состоялось 5 апреля 2014 года; тем самым строительство длилось 38 месяцев. Проект был реализован консорциумом французской, бразильской и испанской компаний; его стоимость составила 1,8 млрд долларов. Метрополитен стал первой системой подземного транспорта в странах Центральной Америки.

## Линии
Первая линия — длина 18,1 км, 15 станций, из них 7 подземных, 5 расположены на эстакаде, станция "Альбрук" расположена в открытом тоннеле.
Вторая линия — открыта 25 апреля  2019 года. На ней расположено 16 станций, 22 км, на западной конечной Сан-Мигелито можно  пересесть на Первую линию.. 16 марта 2023 года от станции Корредор Сур открыто ответвление со станциями ИТСЕ и Аэропуэрто, расположенными соответственно возле Высшего специализированного технического института и международного аэропорта Токумен. Движение по этому трёхстанционному ответвлению осуществляется посредством отдельных поездов.

## Характеристики
Парк метрополитена изначально включал 19 трёхвагонных составов Alstom Metropolis, произведённых и поставленных французской машиностроительной компанией Alstom. С апреля 2017 года начаты периодические поставки дополнительных составов, всего планировалось поставить 70 вагонов. С июня 2018 года началась замена трёхвагонных составов на пятивагонные.